# منظمة الاتحاد العام للمرأة السورية
منظمة الاتحاد العام للمرأة السورية، هي منظمه غير ممولة من الحكومة السورية ولكنها تعمل الي حد كبير مع الحكومة لتعزيز المساواة من أجل النساء.
هذه المنظمة لديها دستورها ولوائحها والبنيه الداخليه الخاصة بها بعيدا عن الحكومة، فقد بذلوا جهدا في محو أميه النساء السوريات بين متوسط الأعمار من 6 – 12 عام لضمان قدرتهم علي مواصله تعليمهم عندما يكبرن.
هذا الأتحاد يدعم حقوق تتخطي المساواة، كمكافحة الإرهاب ومحو أميه النساء في أنحاء بلدهم حتي يتمكن كل فرد في سوريا من حق التعليم ولا يكون مقتصر علي الرجال فقط.
قد نظم الاتحاد العام للنساء السوريات اعتصامات في الأمم المتحدة بدمشق للمساعده في القضاء علي ثقافه الإرهاب والطلب من الأمم المتحده الأستئناف في حفظ الأمن بين الدول التي تمد الجماعات الإرهابيه بالأسلحة والمال.
النساء اللواتي يقودن هذه المجموعه يبحثن عن حقوق واضحه وعادله للنساء في سوريا إلي جانب الحكومة السورية.
كما أشاد الأتحاد بجهود رئيس الوزراء للعمل في الدفاع عن حقوق المرأة، وركز سيادته أيضاً علي الجزء الذي يلعبه الأتحاد في تطوير المناطق الحضريه وسعيه لتحقيق مكانه أعلي بين المنظمات والنضال من أجل حقوقها.
أكثر من 280000 ربه منزل سوريه أتحدت مع «منظمه الاتحاد العام للمرأة السورية» مع أكثر من 14 فرعاً مختلفاً والعديد من الروابط المختلفه للمساعده في تعزيز أجنده المساواة من أجل المرأة.
هذا الاتحاد يعد كمركز معلومات وبحث وتدريب للمساعده في التعليم وتقديم العون للنساء في سوريا.